# Acnemia freemani
Acnemia freemani är en tvåvingeart som beskrevs av Lane 1956. Acnemia freemani ingår i släktet Acnemia och familjen svampmyggor. Inga underarter finns listade i Catalogue of Life.